# Новогорське сільське поселення
Нового́рське сільське поселення (рос. Новогорское сельское поселение) — колишнє муніципальне утворення у складі Граховського району Удмуртії, Росія. Адміністративний центр — село Новогорське.
Законом Удмуртської Республіки від 17.05.2021 № 47-РЗ ліквідовано через перетворення муніципального району на муніципальний округ.
Населення — 1110 осіб (2015; 1231 в 2012, 1283 в 2010).

## Склад
До складу поселення входять такі населені пункти:
| Населений пункт           | Населення, осіб (2010) | Населення, осіб (2012) |
| ------------------------- | ---------------------- | ---------------------- |
| Велика Єрикса, присілок   | 151                    | 134                    |
| Верхній Виселок, присілок | 26                     | 28                     |
| Кокшан, присілок          | 81                     | 75                     |
| Марі-Возжай, присілок     | 376                    | 374                    |
| Нижній Тиловай, присілок  | 90                     | 82                     |
| Нижня Сайка, присілок     | 21                     | 20                     |
| Нова Бондюга, присілок    | 35                     | 35                     |
| Новогорське, село         | 458                    | 435                    |
| Руський Тиловай, присілок | 1                      | 1                      |
| Соловйовка, присілок      | 44                     | 47                     |

## Господарство
В поселенні діють 2 школи, 3 садочки, 6 клубів, 2 бібліотеки, 5 фельдшерсько-акушерських пунктів. Серед підприємств працюють 4 фермерства.